# Circonscription d'Asela
La circonscription d'Asela est une des 177 circonscriptions législatives de l'État fédéré Oromia en Éthiopie. Elle se situe dans la Zone Arsi. Sa représentante actuelle est Genet Beyene Hunde. 